# تویوتا ویستا

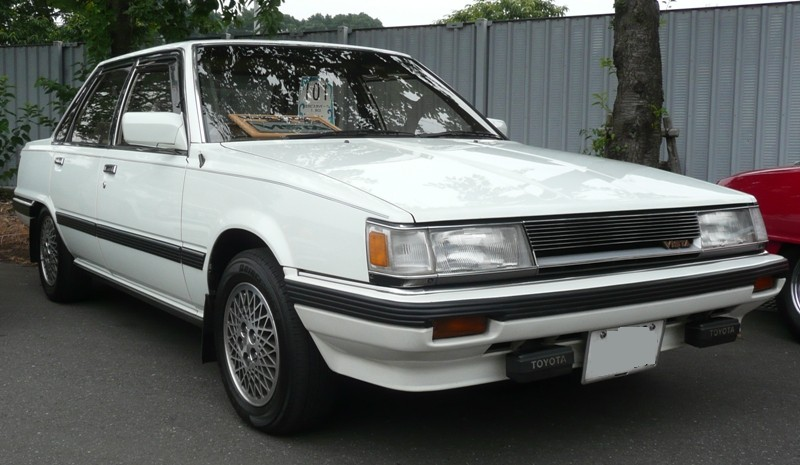

تویوتا ویستا (Toyota Vista) خودرویی است که در سال‌های ۱۹۸۲ تا ۱۹۸۶در تویوتا، آیچی و ژاپن تولید شده‌است.
طراحی آن خودروهای موتور جلو-محور جلو بوده طول آن در حالت طبیعی ۴٬۴۱۵ میلیمتر (۱۷۳٫۸ اینچ)، عرض آن در حالت طبیعی ۱٬۶۹۰ میلیمتر (۶۷ اینچ) و ارتفاع آن در حالت طبیعی ۱٬۳۹۵ میلیمتر (۵۴٫۹ اینچ) و وزن آن در حالت طبیعی ۱٬۰۶۵ کیلوگرم (۲٬۳۴۸ پوند) است. سیستم جعبه‌دندهٔ آن ۴ دنده به دو صورت خودکار و دستی است.